# Aldemir dos Santos Ferreira
Aldemir dos Santos Ferreira, noto semplicemente come Ferreira (Dourados, 31 dicembre 1997), è un calciatore brasiliano, attaccante del San Paolo.

## Caratteristiche tecniche
È un'ala sinistra.

## Carriera
Cresciuto nel settore giovanile del Grêmio, dal 2018 al 2019 è stato in prestito in squadre inferiori del calcio brasiliano. Ha esordito in prima squadra il 29 settembre 2019 disputando l'incontro di Série A perso 2-1 contro il Fluminense.

## Palmarès

### Club

#### Competizioni statali
- Campionato Gaúcho: 4

Grêmio: 2020, 2021, 2022, 2023